# Mori Hanae

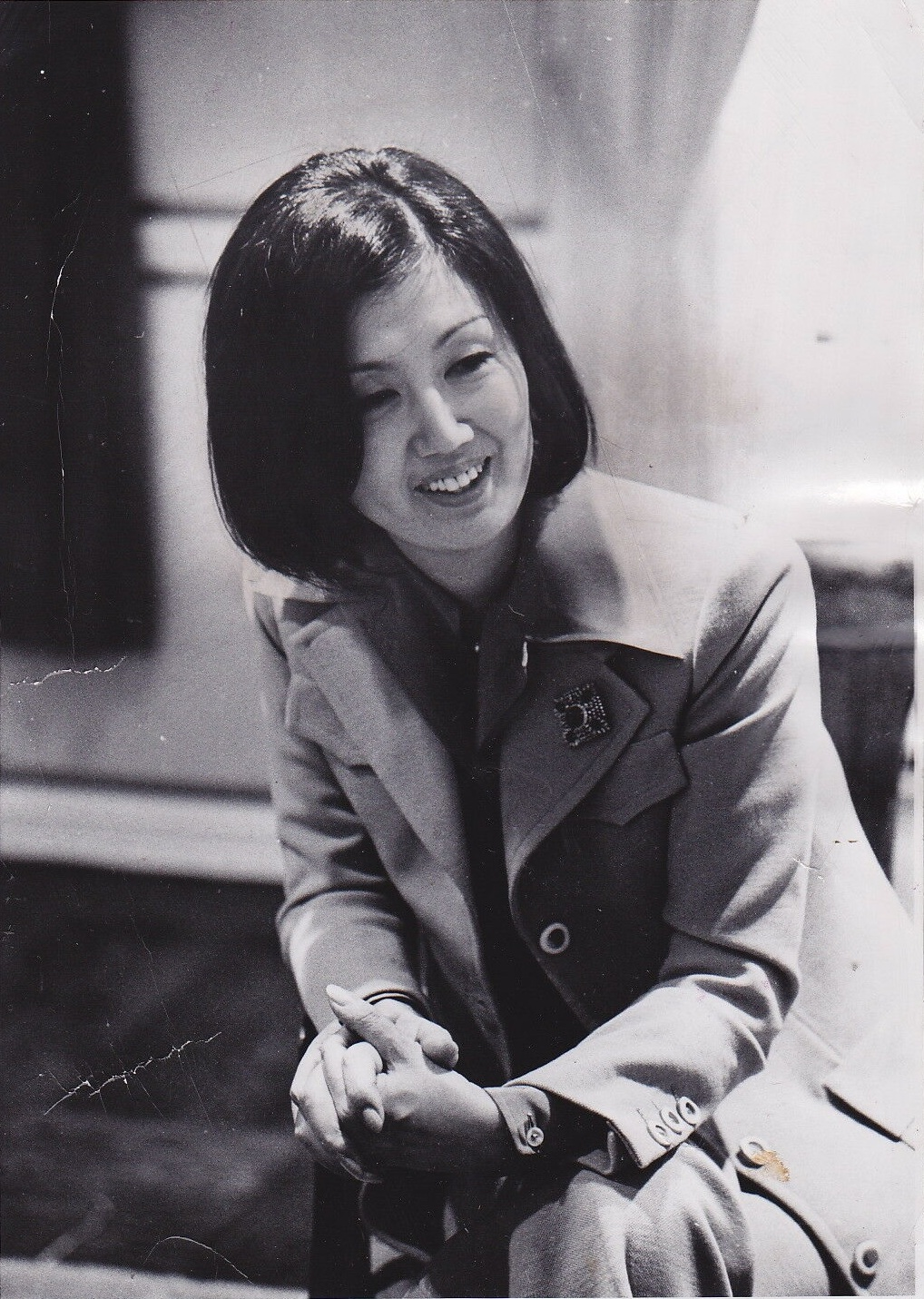
Mori Hanae, 1974

Mori Hanae (japanisch 森 英恵; geboren 8. Januar 1926 in der Präfektur Shimane; gestorben 11. August 2022 in Tokio) war eine japanische Modedesignerin.

## Leben und Wirken
Mori Hanae machte ihren Studienabschluss im Fach Nationalliteratur an der Tōkyō Joshi Daigaku und besuchte dann das „Institut für Modedesign“ (服装学院, Fukuzō gakuin). 1951 eröffnete sie in Tokio im Stadtteil Shinjuku ein Modegeschäft. 1954 begann sie für das Filmunternehmen Nikkatsu mit der Kleiderausstattung der Schauspieler. In den folgenden sieben Jahren tat sie das mehr als 500 Mal. 1965 stellte sie in New York ihre Mode aus. Das war der erste Schritt zum Auftritt in verschiedenen Ländern Amerikas und Europas.
1977 wurde Mori in Paris in die Gesellschaft für Haute Couture aufgenommen. Sie war damit die erste Person aus dem Modebereich Japans, die so ausgezeichnet wurde. Sie wurde mit dem Design der Kleidung für die Athleten und mit dem für Prinzessin Masako bei den Olympischen Spielen in Barcelona und Lillehammer beauftragt. Sie staffierte im Ausland die Sänger von Opern sowie Balletttänzer aus und wurde so zu einer international bekannten Größe.
1978 wurde Mori mit dem Pionier-Preis (パイオニア賞) ausgezeichnet, 1987 folgte der Asahi-Preis. 1989 wurde Mori als Person mit besonderen kulturellen Verdiensten geehrt. Im selben Jahr wurde sie in die Ehrenlegion aufgenommen. 1996 wurde sie mit dem Kulturorden ausgezeichnet.
Im Jahr 2004 stellte Mori zum letzten Mal in Paris aus. Sie begründete und leitete die Stiftung Mori Hanae Modekultur (森英恵ファッション文化財団, Mori Hanae fashon bunka zaidan).